# Constantin Hartwig von Nostitz
Constantin Hartwig von Nostitz († 10. August 1809) war ein königlich-sächsischer Generalleutnant der Infanterie und Gouverneur von Leipzig.

## Leben und Werk
Er stammte aus der Linie Rieneck der Adelsfamilie von Nostitz und trat in den Dienst des Kurfürsten Friedrich August von Sachsen, der ihn am 20. Juni 1800 zum Generalmajor der Infanterie und am 22. April 1802 zum Gouverneur von Leipzig befördern ließ. Als solcher starb er 1809.